# Elektrifierad järnväg

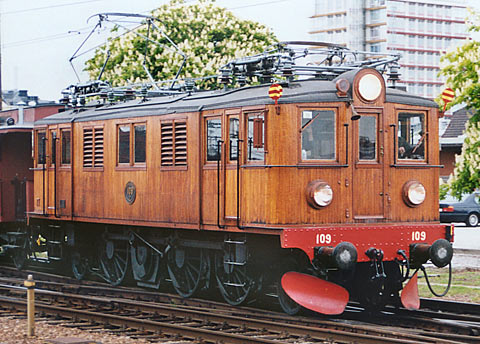
Ett svenskt ellok från 1925 typ D. I Sverige var man tidig med stora elektrifieringar. Stambanorna elektrifierades redan under 1920-talet.

Elektrifierad järnväg, även elektrisk järnväg, är en järnväg där tågen drivs med elektricitet via kontaktledning eller strömskena från en matningsstation. Återföring sker via rälsåterledning till matningsstationen. Strömskena finns på många tunnelbanor och vissa järnvägslinjer, bland annat i södra England och i New York.

## Historik
Den första järnvägen för persontrafik öppnades i England 1825 med Stevensons lok. Först 50 år senare, år 1879, byggdes den första elektrifierade banan på en utställning i Berlin (endast 300 m). I Sverige var Boxholms bruk först med ett elektrifierat industrispår 1890 (endast 11 kW och 220 V likström). En tidig elektrifierad järnväg för persontrafik i Sverige var Djursholmsbanan som blev elektrifierad 1895 och som matades från ett eget kraftverk med 650 V likström.
År 1902 tillverkade företaget Westinghouse det första lokomotivet för 1-fas (växelström 15 Hz). 1905 startade Statens Järnvägar (SJ) försök mellan Stockholm och Värtans station respektive Järva station. Försöken lyckades kommersiellt. År 1915 invigdes Porjus kraftverk samt elektrifieringen av Malmbanan. Trots det stränga klimatet blev det en succé. Det fanns i och för sig många småproblem men de åtgärdades med tiden.
År 1926 invigdes eldriften på sträckan mellan Stockholm och Göteborg, och 1931 mellan Stockholm och Malmö. År 2013 fanns i Sverige 13 642 kilometer järnväg varav 11 152 kilometer är elektrifierad.

## Drivkretsens delar
En elektrifierad järnväg består av följande delar som tillsammans bildar en elektrisk krets:

### Traktionsmotor
Traktionsmotorer omvandlar den elektriska energin till mekanisk energi, som i sin tur omvandlas till rörelseenergi hos tåget. Traktionsmotorerna har varit av olika typer allteftersom tekniken utvecklats:
Likströmsmotorer som är enkla att styra och har stort startmoment användes tidigt, och är fortfarande vanligt för spårvagnar och tunnelbanetåg.
En-fas växelströmsmotorer som medgav att man kunde ha en högre spänning i kontaktledningen som sedan kunde transformeras ned ombord på loket, exempelvis de svenska D-loken.
Återigen likströmsmotorer när kontaktledningens växelström kunde likriktas ombord, exempelvis de svenska Rc-loken.
Asynkronmotorer kom med växelriktare vilka kunde omvandla den likriktade växelströmmen till tre-fas växelström med variabel frekvens, exempelvis X2000.
Permanentmagnetiserade synkrona växelströmsmotorer testades 2008 på Gröna tåget. Tros bli framtidens system. Se traktionsmotorer.

### Strömavtagare
Strömavtagare släpar mot kontaktledningen och leder strömmen till en huvudbrytare och i växelströmsfallet till en transformator som tar ned spänningen innan den styrs till traktionsmotorerna.

### Kontaktledning
Kontaktledning för järnväg löper ovanför spåret. Strömskena används i tunnelbanor för att möjliggöra lägre tunnlar, och för vissa lokaltåg utanför Sverige.
Sektionerad kontaktskena är en ny typ av strömförsörjning där spänningen slås på endast i de segment som ligger under tåget. Används hittills 2008 endast för spårvägar.
Induktionsledning (järnväg). En kabel mellan spåren som utgör primärkretsen i en slags transformator där sekundärledningen finns under tåget. Ger beröringsfri energiöverföring genom induktion.

### Återledning

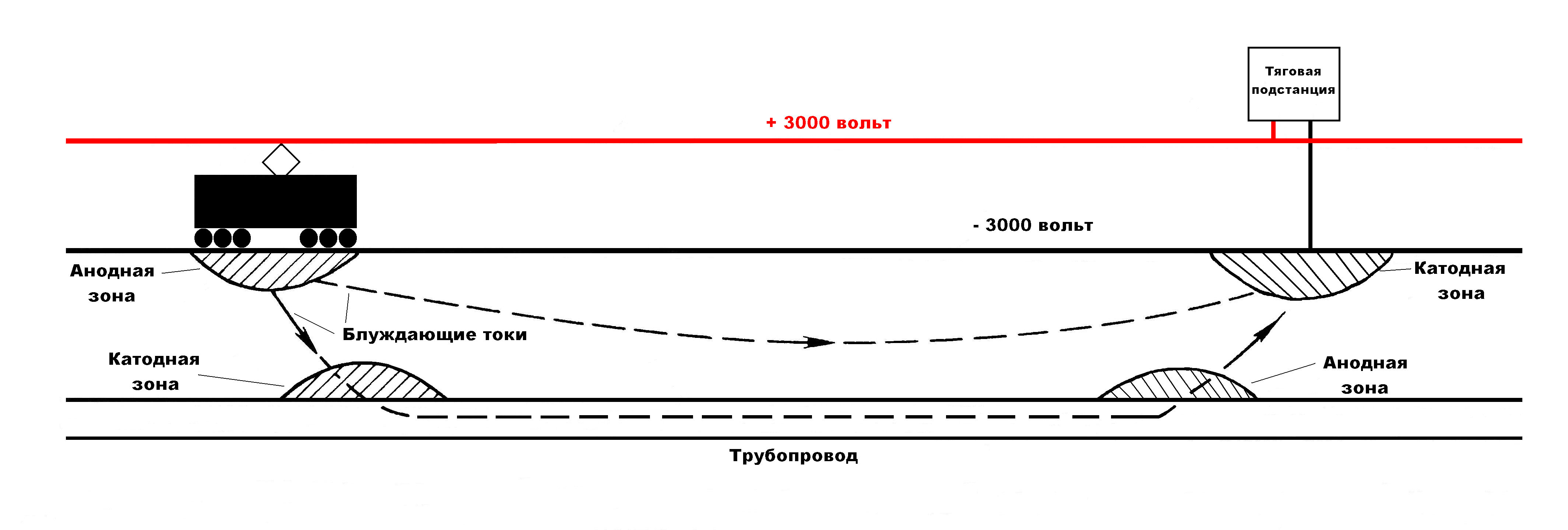
Återledningen av strömmen från kontaktledningen (röd) går genom rälerna (svart), marken (den övre streckade pilen) eller en rörledning (den nedre streckade pilen). De två senare är exempel på vagabonderade strömmar.

Återledningen av strömmen sker via rälsen där olika metoder tillämpas för att undvika vagabonderande strömmar i marken.
En metod är sugtransformatorer, transformatorer med en omsättning på 1:1, som "suger" in strömmen. Kontaktledningen är på dess ena sida och på den andra sidan går en återledare, som hänger i kontaktledningsstolparna och är kopplad till den återledande rälen med jämna intervaller. Då kan de vagabonderande strömmarna inte ta sig så långt, utan de sugs upp av förbindelsen mellan rälen och återledaren.

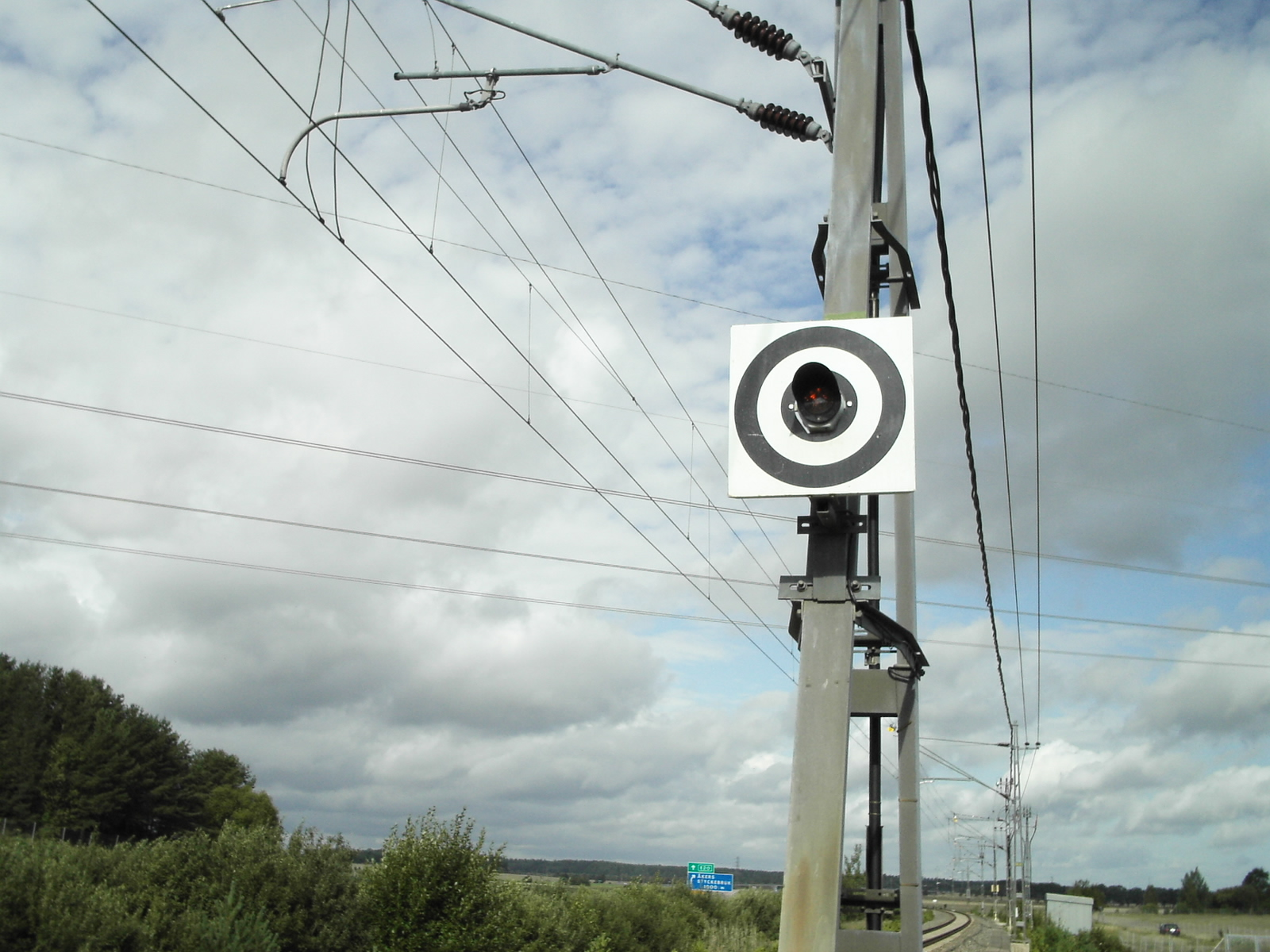
Nedkopplingstavla med signallampa. Föraren ska koppla bort drivströmmen när vissa sektionsgränser passeras. OM den orangefärgade lampan lyser så behöver man inte koppla ur. Läggesta.

### Elmatning
Matning av kontaktledningen där man från landets kraftnät, först omformar strömmen till en-fas växelström och sänker frekvensen till 16⅔ Hz (gäller endast Sverige, Norge, Tyskland, Schweiz och Österrike) och sedan distribuerar ut strömmen till sektioner av alla kontaktledningar.

## Tekniska frågor vid elektrisk järnvägsdrift

### Lik- eller växelström?
Den magnetiska kraften i en elmotor är proportionell mot strömmen i lindningstrådarna. Man önskar således en låg spänning och hög strömstyrka till motorerna (Ohms lag).

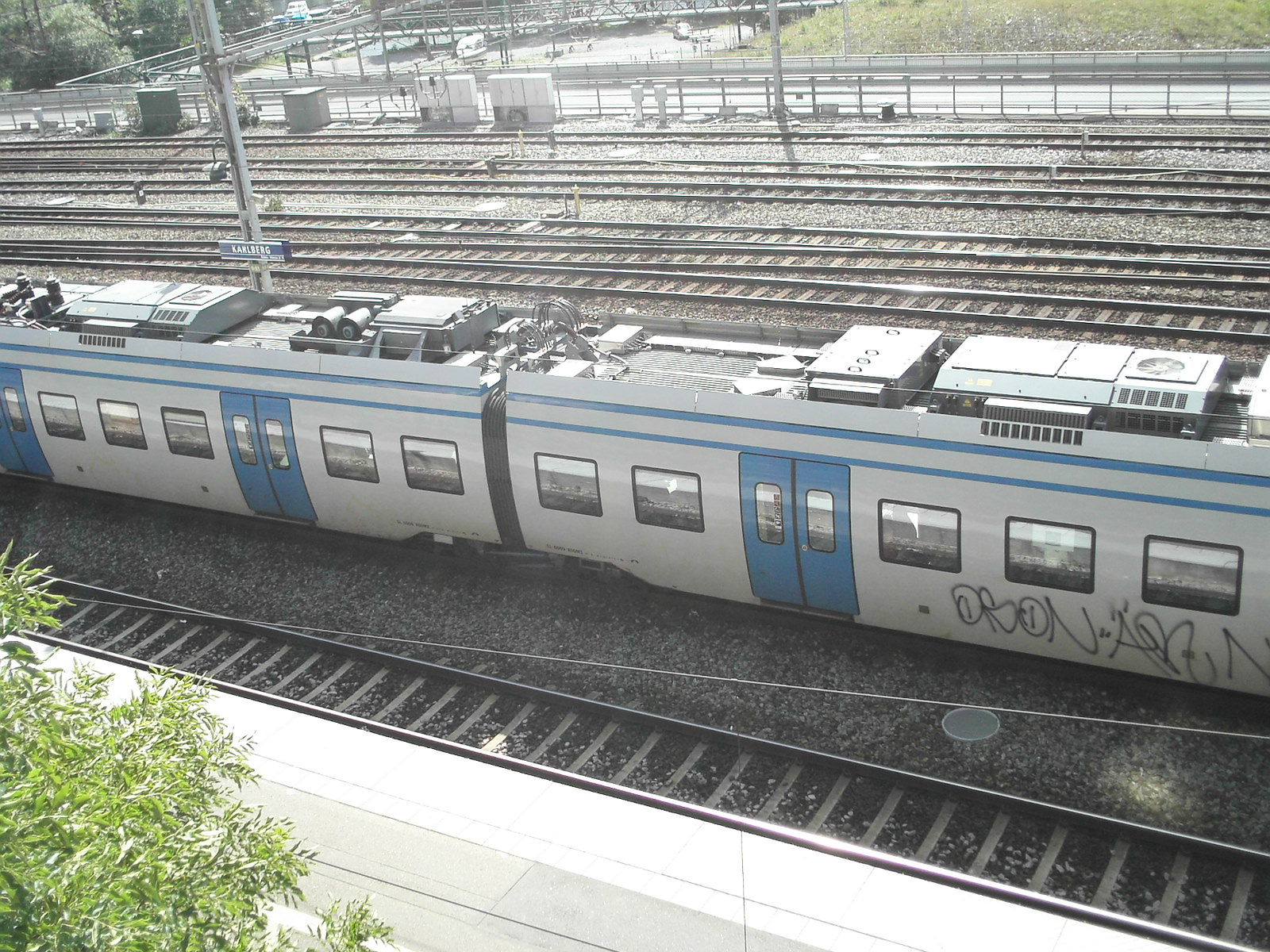
Transformatorn på pendeltåget X60. Den tar ned kontaktledningens spänning och ökar strömstyrkan till traktionsmotorerna. Den syns som den lilla lådan längst till höger på den vänstra vagnens tak. Karlbergs station.

En hög ström till motorn ger dock värmeförluster i kontaktledningarna som är långa. Det gäller särskilt huvudlinjer med tunga tåg och långa avstånd. Med växelström kan man ha en hög spänning på kontaktledningen och låta en transformator ombord ta ner spänningen till motorerna.
Idag byggs alla nya fjärrlinjer för växelström. Men äldre mindre banor har fortfarande likström, t.ex. Roslagsbanan och många banor i Japan, Spanien, Frankrike, Polen och Italien. Vid spårvägar och tunnelbanor är bansträckorna korta och därför använder man fortfarande låg likspänning (ofta under 1 kV). Man slipper därmed utrusta vagnarna med tunga transformatorer. Det finns också en säkerhetsaspekt i att inte använda högspänd ström i stadsmiljö. Även nya stadsbanesystem såsom Köpenhamns metro och Lunds spårväg har lågspänd likström.

### Frekvens för växelström
När man i början av 1900-talet elektrifierade järnvägarna ville man använda växelström. En del tidiga ellok hade ingen utväxling mellan motor och drivhjul och krävde en motor med mycket stor diameter. Gnistbildning vid kommutatorn på grund av transformatorverkan mellan lindningshärvor var orsaken till att seriemotorer inte kunde användas vid 50 Hz. Vid lägre frekvens gick det dock bättre. Därför beslöt man till exempel i Sverige att använda 1/3 av den normala frekvensen, 16⅔ Hz. Vid den tiden hade man dessutom egna kraftverk som direkt genererade denna frekvens och behövde inga omformare. Sverige använde till exempel en-fas generatorer i Porjus och Tyskland har fortfarande egna kraftverk och egna kraftledningar. Sverige däremot övergick tidigt till att utnyttja det vanliga kraftnätet som driver omformarstationer. De är kostsamma och med omkring 10–20 procent värmeförluster. De länder som använder 50 Hz till tågen har inte detta problem.
Länder som elektrifierade under andra hälften av 1900-talet kunde utnyttja den nya tekniken med likriktare ombord och återgå till likströmsmotorer. Det gjorde att man kunde använda ländernas normala frekvens 50 eller 60 Hz. Detta var enklare eftersom omformare inte behövdes. Samtidigt höjde man spänningen till 25 kV. Men en nackdel blev att näten snedbelastades eftersom man bara använde en fas. I viss mån kan dock det problemet reduceras med olika kopplingar, eller olika faser för olika delar av nätet. Danmark började elektrifiera järnvägsnätet år 1986 och valde 25 kV 50 Hz trots att grannländerna har 15 kV 16⅔ Hz.
De senaste åren har en ny teknik med växelriktare utvecklats. Det gör att man från en-fas växelström med 16⅔ eller 50 Hz, eller till och med likström, kan generera en trefas växelström med varierande frekvens. Man kan då använda asynkronmotorer som är mycket enkla. En bieffekt blev att loken kunde köras genom olika strömsystem till en liten merkostnad. Det möjliggör gränsöverskridande trafik och gör att frågan om strömsystem blir mindre viktig.
Historien har gjort att Sverige, Norge, Tyskland, Schweiz och Österrike har 15 kV 16⅔ Hz medan stor del av resten av världen har 25 kV med 50 eller 60 Hz. Likström är fortfarande vanligt men ersätts mer och mer (behålls på stadsbanor).

### Spänning eller linjespänning hos kontaktledningen
Det som anges nedan är den nominella linjespänningen. I praktiken måste man kompensera för spänningsfall. Vid växelström (enfas) har man i dag i praktiken endast 2 standarder på det europeiska normalspåret:
- 15 kV i Sverige, Norge (16⅔ Hz), Tyskland, Österrike och Schweiz (16,7 Hz [5]), vilket alla huvudlinjer har i dessa länder. I Sverige anses spänningen tillåtas variera 12–18 kV. Återmatande motorer kan ge 18 kV eller lite mer om det är flera sådana tåg på en sträcka. Vissa tåg har svårt att tåla det.[källa behövs]
- 25 kV i resten av världen, av de som har växelström (50 eller 60 Hz). Hit hör bland annat Danmark, Ungern, Serbien, Kroatien, Nordmakedonien och Grekland.

Vid likström finns åtskilliga spänningar:
- 3000 V i bland annat Belgien, Polen och Italien.
- 1500 V i bland annat Japan, Nederländerna, Frankrike och för Köpenhamns S-tåg samt Roslagsbanan.
- 600–750 V är normalt för spårvägar och tunnelbanor, till exempel i Stockholm och Göteborg.

Bland länder med avvikande spårvidd som har bland annat de bredspåriga länderna Ryssland 3000 V likström och Finland 25 kV växelström.

### Gränsövergångar
Tåg över gränsen mellan två system måste klara båda systemen eller byta lok. Numera är tvåströms- och treströmsfordon vanliga som klarar två respektive tre system. Ett exempel är X31, den fordonstyp som används för Öresundståg.

### Drivlinan mellan motor och hjul
Pa loken vid SJ byggdes utan kuggväxel. Motorn var så stor så den fyllde nästan hela vagnskorgen. Senare loktyper byggdes med kuggväxel. På dessa roterar elmotorn snabbare än drivhjulen. Växeln kan även enkelt göras i varianter för långsamma starka godståg och snabba lättare snälltåg. Växellådan drev då en blindaxel som i sin tur drev hjulaxlarna via koppelstänger (vevstakar). Exempel det Svenska D-loket med två motorer som driver blindaxeln.
En del elektrolok hade motorer sammanbyggda med hjulaxlarna. Hålaxeldrift på Ma och F, samt tasslagermotorer på Hg.
Likströmsmotorerna och tre-fas asynkronmotorerna är så små att en motor kan byggas ihop med varje hjulaxel. För att minska den ofjädrade vikten görs drivpaketet så att den tyngre motordelen sitter långt från axelcentrum och fästs med ett momentstag. De vertikala rörelserna i axeln omvandlas då delvis till en mindre vridrörelse. Vid större hastigheter måste hela motorpaketet avfjädras. Vanligen placeras då hjulaxeln i en ihålig drivaxel som sitter på växellådan Hjulaxeln och drivaxeln förbinds sedan med en diafragmakoppling av stål som medger att hjulaxeln kan röra sig vertikalt.
Elmotorn kyls vanligen med luft. Men vid höga effekter eller till exempel tunnlar med mycket damm som kan kortsluta lindningar så används vätskekylning.

### Hastighetsreglering
Likströmsmotorerna regleras genom att koppla in motstånd i serie med motorerna samt genom serie-parallellkoppling av två banmotorer. Föraren hade vanligen en vev som påverkade ett antal kontaktorer (brytare för starka strömmar). Vid bromsning kopplade man förr in olika motstånd för att få "generatorn" att bromsa. Anm. På gamla spårvagnar satt motstånden dels på taket och dels under sätena för att värma kupén. Vid sträng kyla körde föraren ryckigt för att få det varmare.
En-fasmotorerna reglerades på liknande sätt med kontaktorer som kopplade om motorena till olika uttag på transformatorn. Vid acceleration höll föraren ett öga på amperemätaren innan han vevade till nästa läge. Äldre resenärer minns kanske hur det blixtrade till i loken vid ändring av körläge.
Tre-fasmotorerna (även kallade asynkronmotorer), som blir allt vanligare, regleras genom att frekvensen ändras från 0 till cirka 120 Hz (magnetfältet inne i motorn roterar snabbare). Genom att magnetfältet i motorns stator roterar något snabbare än rotorn (eftersläpning) induceras strömmar i den kortslutna rotorn (genom grova lättmetallskenor i rotorn). Ett tandat hjul på motoraxeln läses av (via återkopplingskrets) och pulserna skickas till en dator. Datorn har ett program som både kontrollerar motorns eftersläpning (som ej får bli för stort då det kan medföra att motorn blir okontrollerbar), mäter spänning och övervakar förarens kommandon. Datorn styr efter detta de tre fasernas halvledare (GTO-tyristorer eller IGBT-transistorer, kopplade i halvbrygga).
Växelriktaren tar in strömmen från en likspänningsmellankrets och skapar tre fasförskjutna sinusvågor. Denna teknik möjliggör även att energi återförs till nätet vid bromsning, men kräver då givetvis att den återmatade strömmen ligger i exakt rätt fas. Teoretiskt sett kan inte en asynkronmotor slira då dess varvtal hela tiden övervakas av datorn (jämför även med ABS-bromsar). Det tyskkonstruerade malmtågsloket IORE (Malmbanan) utnyttjar detta för att förbättra dragkraften.

### Sidospår till elektrifierad järnväg
På lastspår där man lastar i och ur vagnar kan man ofta inte ha kontaktledning eftersom den är i vägen när man lastar bland annat containrar eller timmer. Den traditionella lösningen är att man antingen kör godståget med diesellok, trots att järnvägen är elektrifierad, eller att ha ett mindre dieseldrivet växellok på lastplatsen. Även lok drivna med gasturbiner eller ackumulatorer förekommer. Det förekommer även lösningar där lastspåret har kontaktledning, men man stänger av strömmen vid lastning/lossning.
En lösning är duolok som är lok med elektrisk drift i första hand, men som även kan köras på diesel. De har varit sällsynta, men har blivit vanligare under slutet av 2010-talet. Sådana duolok kallas "last-mile-diesel" och har en mindre lastbilsdiesel som fungerar i låg fart på spår utan större backar. Duolok har funnit länge i New York-trakten, där det finns oelektrifierade linjer och förbud mot diesel i underjordiska stationer.

## Affärsmässighet
I Sverige är det Trafikverket som är "infrastrukturförvaltare" av nästan all elektrifierad järnväg d.v.s. man bygger och underhåller banorna. Trafikverkets avskrivningar och underhåll finansieras delvis genom banavgifter för de tåglägen som utnyttjas. Detta baseras på självkostnader.
För de elektrifierade banorna tillhandahåller Trafikverket även elenergin. 2009 anskaffades enbart el från vattenkraft för att operatörerna ska kunna marknadsföra sig med miljöprofil. Debiteringen sker enligt en schablonmodell. Experiment med avläsning av energimätare på drivfordonen har dock startat. Energimätarna är nettomätande så att energin för inbromsning tillgodoräknas. Pålägg görs för förluster i distributionen och omformningen och om energipriset minskar under året så krediteras operatören.

## Lista över olika motiv för att använda eldrift för järnvägar
- Högre verkningsgrad vid energiomvandlingen. Tåg drivs framåt med mekanisk energi (traktion mellan hjul och räls). Den mekaniska energin kan antingen genereras av energi som medföljer tåget i form av bränsle (fossilt, elektriskt (ackumulatorer) eller förnyelsebart) eller tillföras under färden i form av elektrisk ström. Eftersom verkningsgraden i ett kolkraftverk är högre (38 procent[6]) än i en ångmaskin och verkningsgraden i ett oljekraftverk är högre än i en dieselmotor (45 procent) i ett dragfordon så är det effektivare att tillföra energin via kontaktledning eller strömskena. Kolvånglok på 1930-talet hade energiverkningsgrad på 10–15 procent, dieselelektriska lok på 1970-talet 20–25 procent och ellok 65–80 procent.[7] Vid vattenkraft blir förhållandet ännu mer gynnsamt. I exempelvis Tyskland genereras den mesta elkraften till tågen från järnvägens egna kolkraftverk. Man kan säga att man fortfarande har ångdrivna tåg, även om förbränningen sker i kolkraftverk i stället för på ånglok, vilket blir effektivare. Diesellok blir i praktiken även mindre effektiva eftersom de går utan effektuttag under inbromsning och stopp. Nyare ellok kan i stället återmata energi vid inbromsningar (”regenerativ elbroms”).
- Lättare. Ett ånglok eller diesellok har en avsevärt högre vikt i förhållande till effekten (10–25 kW/t) än ett ellok (40–70 kW/t).[7] Ett lok som ligger på högsta tillåten axelvikt (STAX) kan därför göras avsevärt starkare om det är elektriskt. Ett lok måste dock väga en del för att få ner dragkraften till rälsen. Elmotorerna kan även vara mindre men fördelade på flera axlar i ett helt tåg så att adhesionskraften (förmågan att dra) multipliceras. Detta är viktigt vid pendeltåg med många starter (och återgenererande inbromsningar). Från 2000-talet beställs nästan alla persontåg med motorvagnar och lok köps mest bara till godståg.
- Billigare inköp. Vid dieseldrift behövs överföring av kraften till hjulen (elektriskt via elmotor/generator, eller hydrauliskt eller lastbilsväxellåda, se diesellok). Nya miljökrav gör det dyrt att utveckla motorer, och äldre modeller av diesellokmotorer accepteras inte på nya lok (liksom för bussar krävs motorer med datastyrning för att klara hårdare krav). Elmotorer är enklare (färre rörliga delar och väl beprövade).
- Billigare energikällor. El kan genereras från billigare energikällor som vatten-, kärn- och vindkraft. Om värmen också kan användas som fjärrvärme, minskar kostnaden för kol och olja.[8]
- Miljövänligt. Detta är en följd av den högre verkningsgraden och dragkraften. Då förutsätter man att energiproduktionen ej utnyttjar bränslen så som kol och kolväten.
- Mindre underhåll. Modern elutrustning är nästan underhållsfri.[7] Dieselbränsle måste fyllas på i diesellok. Dessutom måste motorolja bytas, och systemet ses över i högre grad hos dem än hos ellok. Ånglok behöver mycket driftsunderhåll, påfyllning, rengöring med mera. Det var de viktigaste anledningarna till att man slutat med ånglok. Oljeeldade ånglok är lite enklare i detta avseende, men har högre bränslekostnader än koleldade.
- Före 1950-talet var diesellok inte etablerade, och driftkostnaderna var mycket högre för ånglok på grund av mer personalbehov. Då elektrifierades många järnvägslinjer, något som stannade av senare, dels när dieseltåg tog över, dels när antal resande minskade på grund av bilism.
- Längre livslängd. Elmotorer håller längre än dieselmotorer.
- Mindre buller. Elmotorer är tysta.
- Fritt från avgaser på stationer och i tätbebyggt område.
- Dieselolja har, åtminstone tidigare, varit billig varför energikostnaden haft mindre inverkan. Det är skälet till att USA har mycket dieseldrift, trots att marknadsandelarna för godstrafik är högre än i Europa.[8] I Danmark har man ganska dyr el och har valt att satsa på diesel och ha frihet från dieselskatt för tåg. Den skattefriheten gäller även i Sverige,[9] medan Tyskland har hög dieselskatt.

Den stora nackdelen är en högre investering i banan.
- Ellok är billigare än diesellok men kontaktledningarna och matningsstationerna är en merkostnad när en bana byggs. Det krävs en viss trafikvolym för att "räkna hem" en kontaktledning.[8]
- Broar och tunnlar behöver vara högre för en elektrifierad järnväg än en oelektrifierad, då kontaktledningen kräver mera höjd.[8] Om det är många tunnlar och vägbroar över banan, kan det kosta väldigt mycket med elektrifiering. På järnvägar som kan tänkas elektrifieras i framtiden har man i många länder byggt broar och tunnlar höga nog de senaste årtiondena. Att utvidga en tunnel kräver stängning i ett antal månader, beroende på längd, eller att en ny tunnel byggs (till exempel Åsbergstunneln).
- Det finns en risk för personskador eller dödsfall om man kommer nära en kontaktledning. Särskilda åtgärder kan krävas för att undvika olyckor vid lastning eller lossning av gods.